# Зейкань (Ришканський район)
Зейкань (рум. Zăicani) — село в Ришканському районі Молдови. Утворює окрему комуну.

## Населення
Станом на травень 2014 року населення складало 2761 особа. З них чоловіків — 1304 осіб, жінок — 1457 осіб. Густота населення — 60,81 осіб/км².

## Відомі уродженці
- Пинтя Герман Васильович (1894–1968) — державний службовець і політичний діяч в Російській імперії та Румунії, Одеський міський голова під час окупації міста румунськими військами.